# Fontaine-au-Pire

Fontaine-au-Pire este o comună în departamentul Nord, Franța. În 1 ianuarie 2022 avea o populație de 1.209 de locuitori.